# Barsi Múzeum

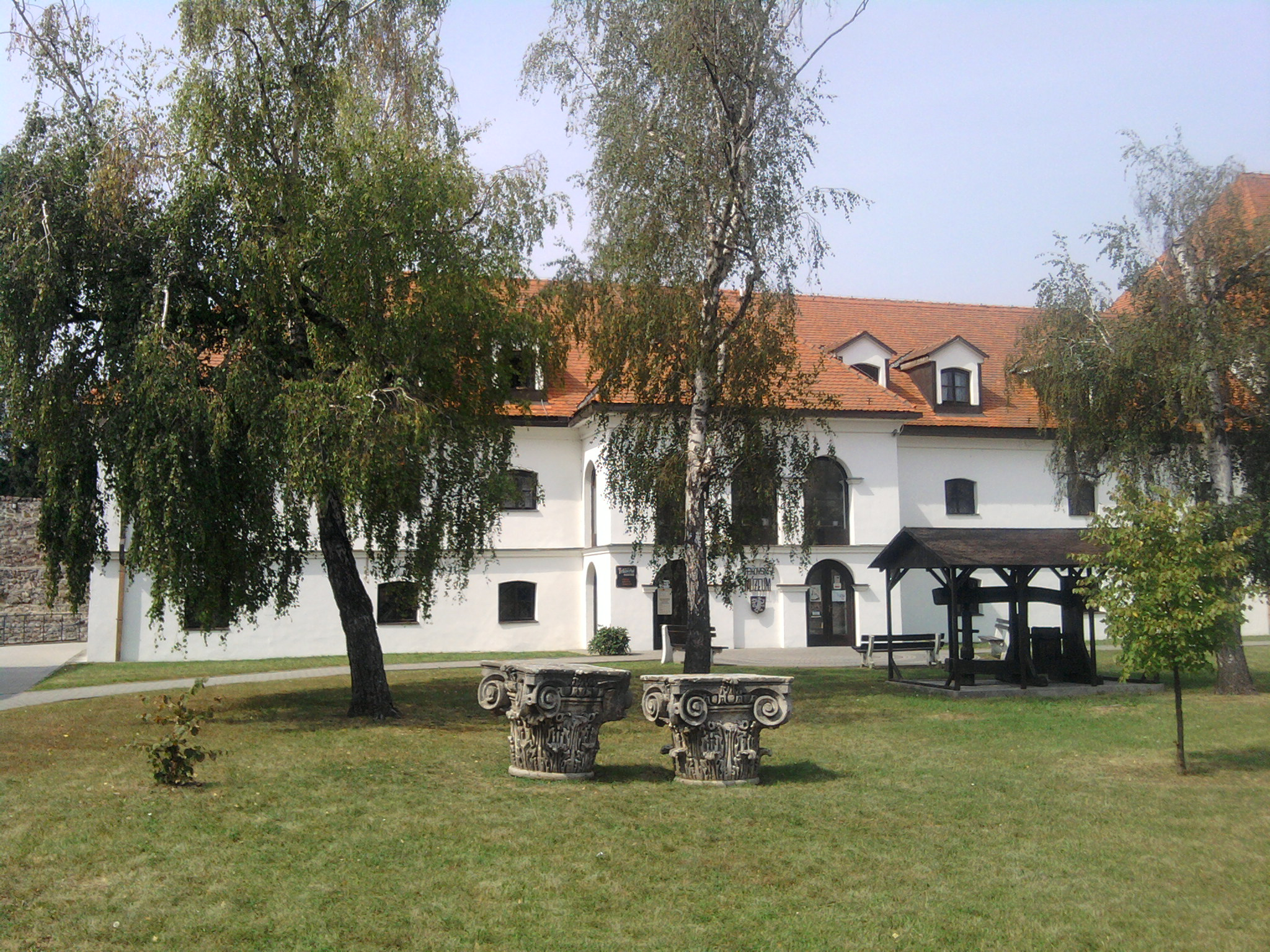
A múzeum székhelye

A Barsi Múzeum székhelye a lévai vár ún. kapitányi épületében a Szent Mihály utca 40. alatt található meg. A Múzeum gazdag természettudományi, történelmi, archeológiai, numizmatikai, néprajzi és képzőművészeti anyagból tevődik össze.

## Története
A Barsi Múzeum Léván Nécsey József (1842-1929) verebélyi postamesternek köszönhetően alakult meg, aki 1927-ben a városnak adományozta gyűjteményét, melyet régészeti leletek, festmények (köztük az adakozó fiának, Istvánnak a festményei), levéltári anyag, könyvek (1500 darab) és néprajzi tárgyak képeztek. Később a múzeum tulajdonába került a lévai születésű Kittenberger Kálmán afrikai gyűjteményének egy része is.

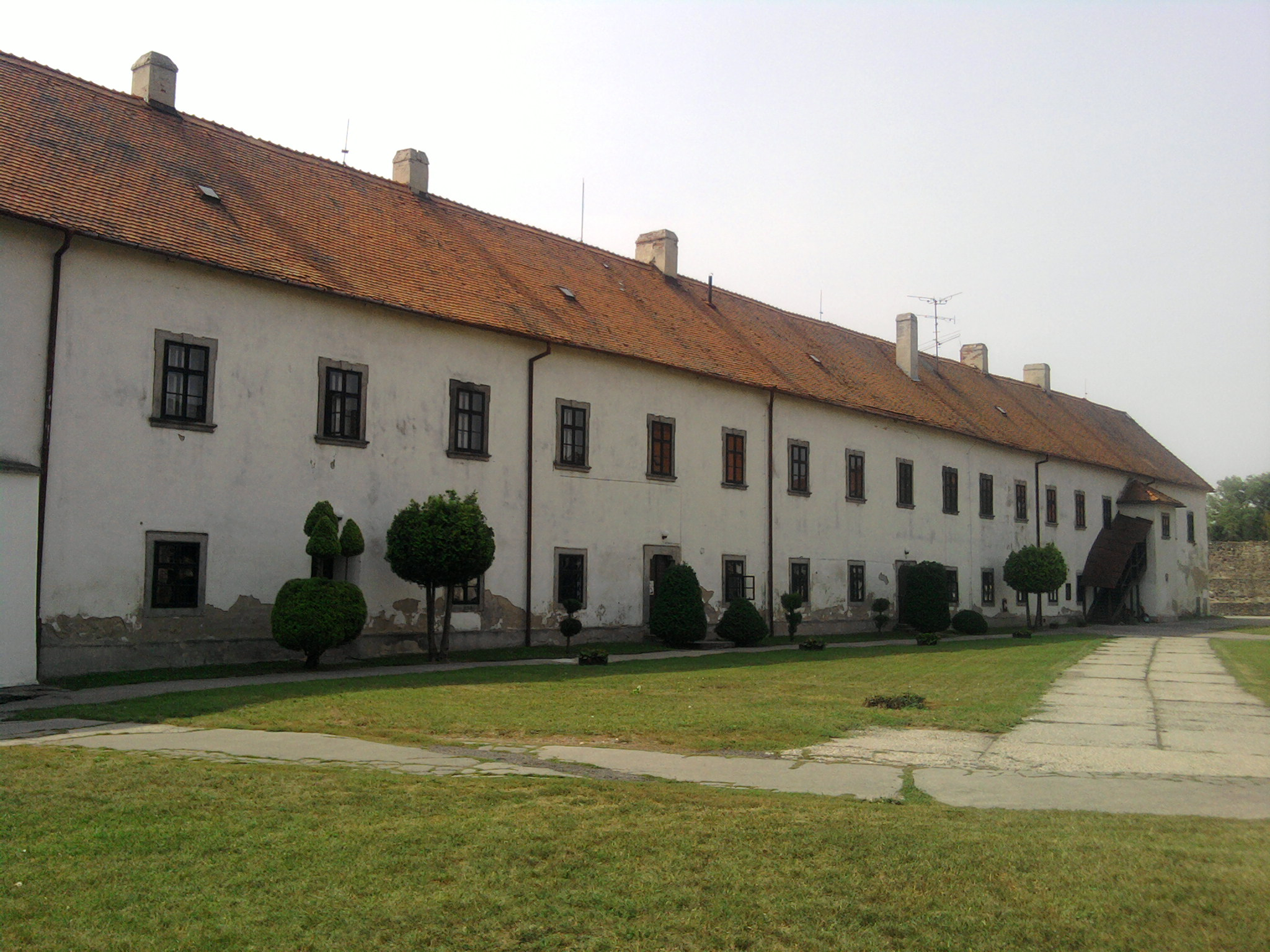
A Dobó-kastély a várban

A múzeum a kezdetekben a városháza épületében kapott helyet. Az első tárlat Nécsey szoba néven került megnyitásra, melyben nagy érdemeket szerzett Kriek Jenő, a múzeum első gondnoka, aki egyben a magyar könyvtárat is vezette.
A múzeum 1954-ben átköltözött a régi ferencesrendi kolostorba, ahol Járási Honismereti Múzeumként működött öt évig.
A lévai várhoz tartozó erődítménybe, az ún. kapitányi épületbe 1958 őszén költözött Ján Kováčik vezetése alatt, majd 1959-ben Ján Beňuch lett az intézmény igazgatója. A Barsi Múzeum nevet 1960-ban vette fel. Az első állandó tárlat és képkiállítás 1961-ben a kapitányi épületben valósult meg. 1967-ben a vár egyik bástyájában kerülhetett sor a tárlatok bővítésére, többek között a gyógyszerészet történetét bemutató tárlat, Alt Ernő lévai gyógyszerésznek köszönhetően. A tárlatok további bővítésére 1977-ben került sor, és 1988 óta a Dobó István várkapitány által építtetett kastélyban kaptak helyet a múzeum időszakos kiállításai. Az ún. kapitányi épület rekonstrukciója 2001-ben fejeződött be, ahol az állandó tárlatok, a Nécsey József Galéria és az irodahelyiségek kaptak helyet.

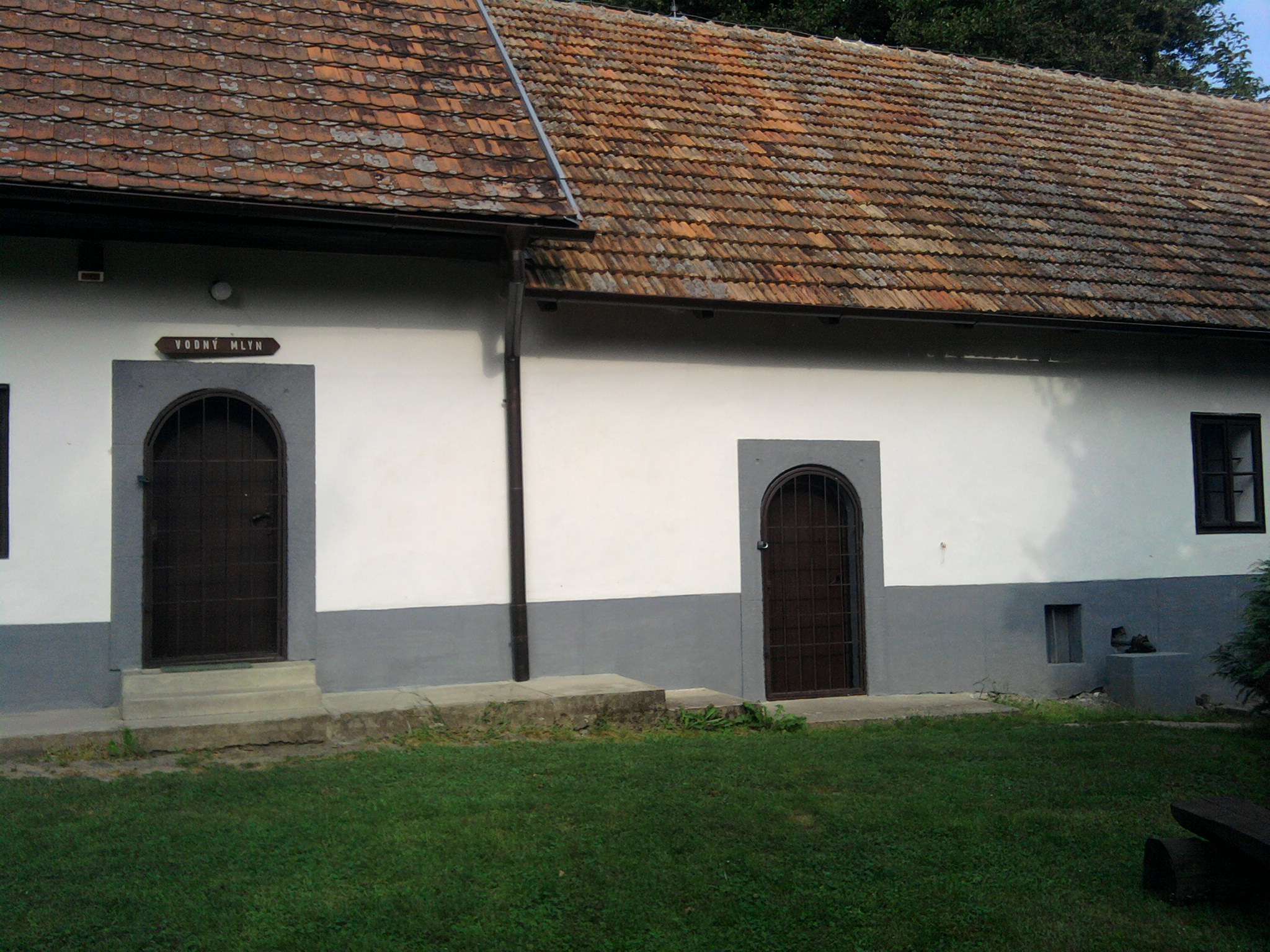
A hontbagonyai vízimalom

### Kihelyezett részlegek
A hetvenes évek óta a múzeum irányítása alá tartoznak a következő kihelyezett részlegek:
- Hontbagonyai vízimalom
- Tegzesborfői tufába vésett sziklalakások, melyek egyedülállóak Szlovákia területén.
- Franz Schubert emlékszobája Zselízen – 2010-ig, majd átadták Zselíz városának[1]

### Egyéb tevékenység
- 1962-1989 Vlastivedný spravodaj (Honismereti értesítő) - rendszertelen időközökben jelent meg, olykor magyar összefoglalókkal
- 1972-1989 A Metodický spravodaj (Módszertani értesítő) rendszeres kiadása
- 1994-től, kétévente jelenik meg az Acta Musei Tekoviensis Levice tanulmánykötet
- 2000 óta a Városi Művelődési Központtal közösen minden évben megrendezi a Lévai Várnapokat.